# Honourable Company of Edinburgh Golfers

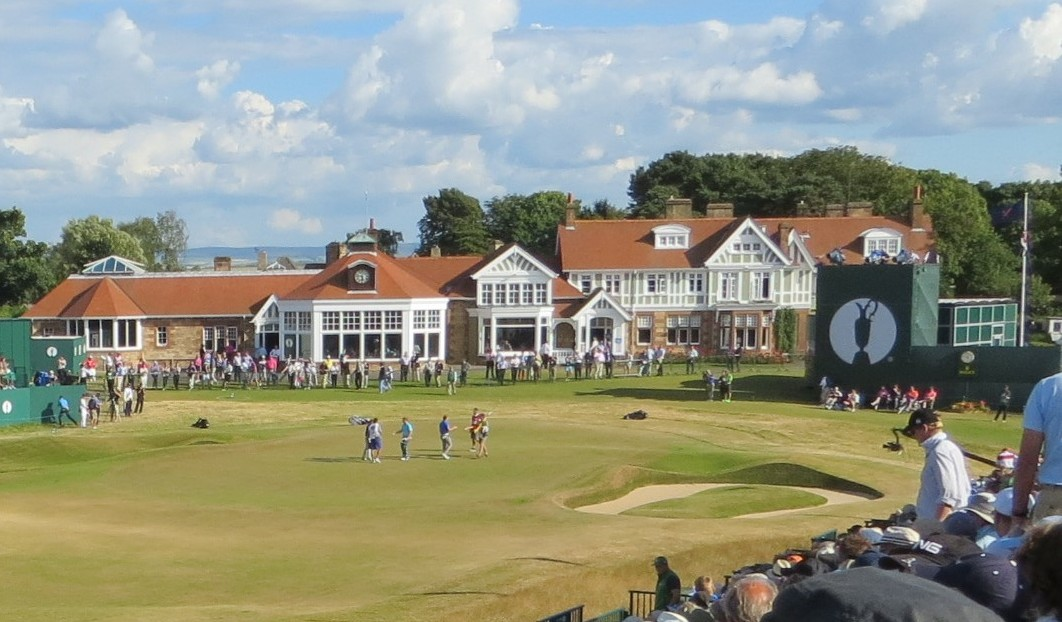
Vue des bâtiments de Muirfield, siège du club.

L’Honourable Company of Edinburgh Golfers, basé à Muirfield (Écosse), est le plus vieux club de golf du monde, même si le jeu existait auparavant. Il a été créé en 1744, lorsqu'il mit en place les treize premières « règles de golf » (reprises ensuite par la Royal and Ancient Golf Club of St Andrews), avant d'organiser le premier tournoi de golf à Leith. Depuis, le club a déménagé, d'abord à Musselburgh en 1836, puis à Muirfield en 1891.
L'Open britannique se dispute parfois à Muirfield depuis 1892.